# Platygaster zangherii
Platygaster zangherii är en stekelart som beskrevs av Szelényi 1955. Platygaster zangherii ingår i släktet Platygaster och familjen gallmyggesteklar. Inga underarter finns listade i Catalogue of Life.